# Ronald Thomas
Ronald Thomas (né le 27 mars 1974 à Guingamp) était un footballeur français qui évoluait au poste de gardien de but. Il est désormais, depuis 2022, entraîneur des gardiens au FC Lorient.

## Biographie
International minimes dès 1987, puis cadets en 1989 et juniors en 1992, il effectue sa formation à l'EA Guingamp et suit des études en STAPS à l'université Rennes 2 en parallèle à sa carrière sportive.
Ronald Thomas a disputé en tant que joueur la demi-finale de la Coupe de France en 1998 avec le club de l'En Avant de Guingamp.
En tant que membre du staff de l'En Avant de Guingamp, son palmarès est le suivant :
Vainqueur de la Coupe de France en 2009 et 2014.
Finaliste de la Coupe de La Ligue en 2019.
En juin 2021, il est diplômé du certificat d'entraîneur gardien de but pro (CEGB Pro), délivré par la FFF.
En 2022, il rejoint le FC Lorient au poste d'entraîneur des gardiens.

## Carrière
- 1991-2001 :  EA Guingamp (24 matchs en L1, 32 matchs en L2)
- 2001-2002 :  FC Martigues (12 matchs en L2)[6]

## Sources
1. ↑  « Stage des cadets et minimes d'En-Avant, Un ballon d'oxygène pour 36 jeunes », Ouest-France,‎ 2 septembre 1987 (lire en ligne  [PDF])
2. ↑  « Ronald Thomas : un gardien à la hauteur », Ouest-France,‎ 21 septembre 1989 (lire en ligne  [PDF])
3. ↑  « Thomas (Guingamp) contre les juniors allemands », Ouest-France,‎ 7 mai 1992 (lire en ligne  [PDF])
4. ↑  « Ronald Thomas, l'En Avant dans la peau », dans Ouest-France, 22 juillet 2012, consulté sur www.ouest-france.fr le 4 mai 2014
5. ↑  Théo Bresson, « Certificat Entraîneur Gardien de But Niveau 2 & Professionnel - Liste des diplômés » , sur fff.fr, 15 juin 2021 (consulté le 29 mai 2022)
6. ↑  « Fiche de Ronald Thomas », sur footballdatabase.eu